# Cine21

Logo du magazine.

Cine21 (씨네21) est un magazine de cinéma sud-coréen publié par le groupe de médias possédant le journal Hankyoreh. Il a été créé en 1995 à Séoul. Le magazine est au capital du distributeur de film Little Big Pictures,. En 2007, le magazine a mis en place une plate-forme de streaming légal de films.